# Technologie
 (25 janvier 2025).

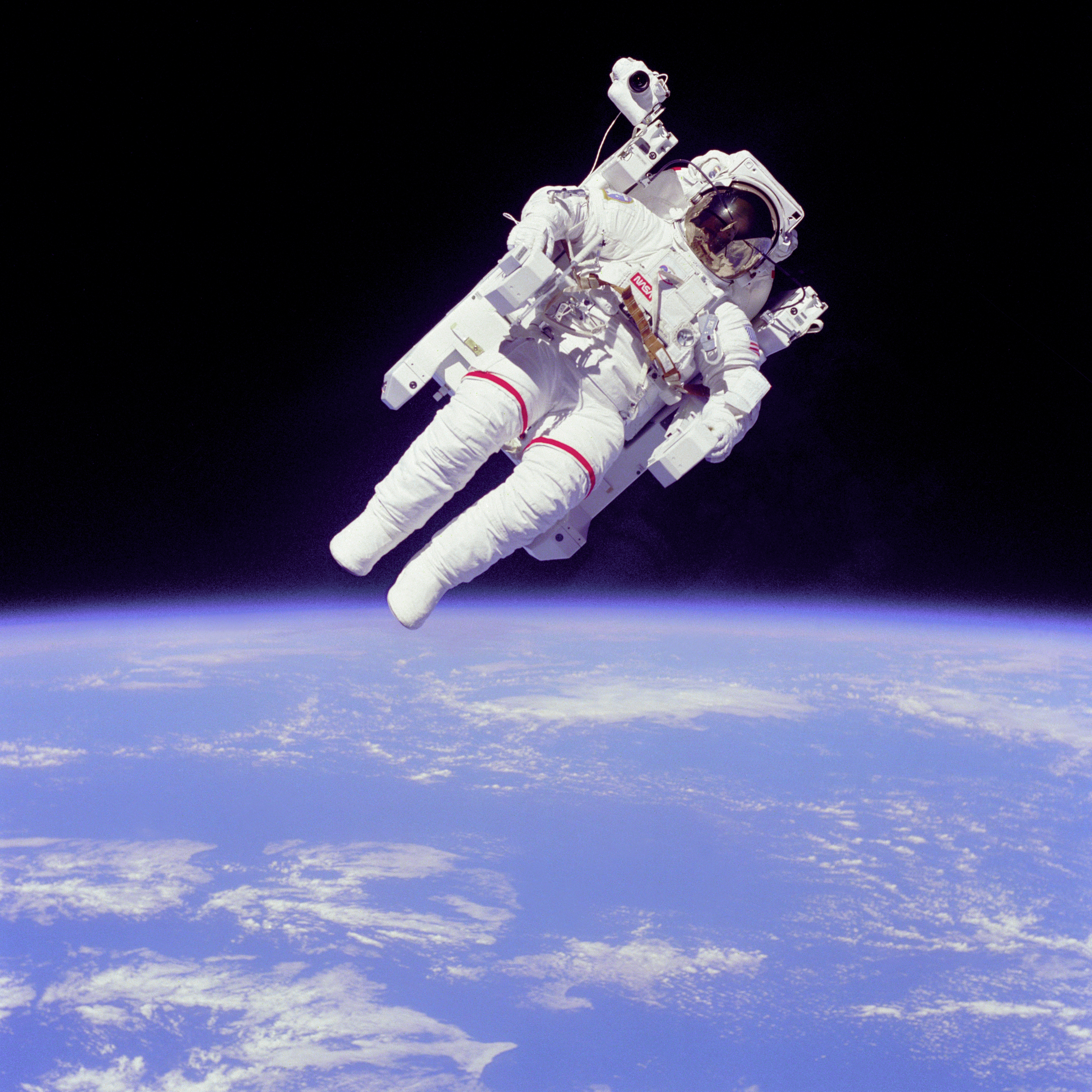
Durant la seconde moitié du XXe siècle, l'humanité a atteint la maîtrise technologique nécessaire pour quitter pour la première fois l'atmosphère terrestre et partir à la conquête de l'espace.

La technologie est, au sens premier, l'étude des outils et des techniques, ce que Jacques Ellul appelle le « discours sur la technique ». Elle s'intéresse à l'art, à l'artisanat, aux métiers, aux sciences appliquées et éventuellement aux connaissances et livre des observations sur l'état de l'art aux diverses périodes historiques, en matière d'outils et de savoir-faire.
Le terme « technologie » est apparu dans la langue française au XVIIe siècle dans le sens de « traité ou dissertation sur un art, exposé des règles d'un art ». Il a pris depuis cette époque une grande diversité de sens, et subi des mutations sémantiques, notamment sous l'influence de l'anglo-américain technology depuis l'après Seconde Guerre mondiale, son sens étant dès lors souvent confondu, abusivement, avec le sens du terme « technique », constituant dans ce cas un anglicisme sémantique.
Par extension, le mot désigne les systèmes ou méthodes d'organisation que permettent les diverses techniques, ainsi que tous les domaines d'étude et les produits qui en résultent. Il désigne aussi, particulièrement dans l'enseignement, « l'étude des techniques ». On parle ainsi en France des instituts universitaires de technologie (IUT).
Aujourd'hui, avec le développement considérable des techniques, le terme technologie entretient des liens étroits avec les notions de technique, de technicité et de technocratie.

## Étymologie et évolution sémantique
Le mot technologie vient du grec technología (τεχνολογία) téchnē (τέχνη), « art », « compétence », ou « artisanat » et -logos (λόγος), « parole », « langue », capacité de communiquer, et signifie traité sur un art, exposé des règles d'un art, qui traite d'un art ou des règles d'un art.
L'idée d'une théorie des pratiques techniques (activités agricoles, artisanales, mécaniques…) est très ancienne, mais cette technologia est longtemps restée un discours descriptif plutôt confus.
Dans l'Encyclopædia d'Alsted (1630), la technologia est d'abord une classification des disciplines techniques. En français, le terme technologie apparaît en 1656 pour désigner l'ensemble de termes techniques d'un domaine (approche terminologique).
Au XVIIIe siècle, en Angleterre et en Allemagne, la technologia désigne d'abord la description et la science des arts (au sens d'artisanat) scientia artium et operatum artis. L'Encyclopédie de Diderot traite de la normalisation du langage des arts comme préalable à une approche scientifique de la technologie. En Allemagne, la technologie devient universitaire en 1772 avec Johann Beckmann de l'Université de Göttingen, l'approche de Beckmann est socio-économique en rapport avec l'organisation sociale. En Angleterre, avec la révolution industrielle, la technologie est la recherche d'une rationalité économique des modernisations techniques (machinisme) dans le cadre du capitalisme.
Au XIXe siècle, ce qui est appelé technique (issue de la révolution industrielle) est désigné comme technology en anglais, usage qui se répand au XXe siècle, notamment avec le poids croissant des États-Unis : technologie ou technology est alors synonyme de « technique innovante » ou technique de pointe par opposition aux « techniques traditionnelles ». Ce changement de sens, le plus souvent inaperçu, se produit dans les années 1930.
En même temps, dans le même contexte culturel, la technologie est aussi une histoire des techniques, rapprochée d'une histoire des sciences et d'une histoire des civilisations. Dans la mesure où les techniques sont partie intégrante du processus d'hominisation, une anthropologie technique ou technologie culturelle se développent au XXe siècle. Il s'agit d'analyser les rapports entre les phénomènes techniques et l'ensemble des phénomènes socio-culturels.
Le terme technologie est polysémique, pouvant désigner l'étude, la théorie ou la science des techniques (par exemple les techniques lithiques de la préhistoire) ; l'ensemble des savoirs théoriques et pratiques d'un domaine technique (par exemple, les IUT en France) ; les techniques de pointe, modernes et complexes (biotechnologie, nanotechnologie…). L'utilisation du terme technologie comme synonyme de technique est un anglicisme jugé abusif.

## Le concept detechnologyselon Jacob Bigelow
C'est semble-t-il un professeur de Harvard, Jacob Bigelow, qui aurait pour la première fois systématisé l'usage du mot technology en anglais dans son ouvrage Elements of technology' (1829). Botaniste et professeur à la chaire Rumford de Harvard consacrée à « l'application de la science aux arts utiles » (useful arts). Appelant à une véritable « fusion » entre les arts et la science, il réfute les savoirs fondamentaux qui ne s’articulent pas avec une pratique concrète et parallèlement les techniques (les arts dans les mots de l'époque) qui s’inscrivent dans une tradition sans le recours systématique au savoir scientifique. En appelant à une sectorialisation accrue des savoirs scientifiques et une répartition scientifique des tâches dans le domaine du travail, il va fournir à la société capitaliste américaine bientôt en expansion un véritable modèle d’éducation. C'est d'ailleurs sur les recommandations du professeur de Harvard que le MIT (Massachusetts Institute of Technology) empruntera son nom[réf. nécessaire], en lieu du « School of Industrial Science » comme prévu dans le projet du fondateur, mais aussi, de nombreuses orientations pédagogiques qui en feront un des centres de recherches « technologiques » les plus performants au monde (dans le domaine de la communication, de l'informatique et aujourd'hui de la robotique et de l'intelligence artificielle).
Le mot « technology » ne désignait pas pour Bigelow simplement les « arts utiles » mais suggérait en fait la convergence à restaurer à l’aube de la révolution industrielle entre les arts (tekhnê) et la science (logos) : une convergence compromise alors par l'angoisse naissante d'une impossible articulation des savoirs scientifiques se fragmentant avec leur diversification, et des arts nécessairement enfermés dans une tradition (ce que les membres du comité des arts et sciences américain nommaient « une routine empirique »). C'est ainsi que les premiers usages du terme dans le sens qu'en donna Bigelow précédèrent les bouleversements techniques du XIXe siècle, et que l'usage du terme se répandit pendant la révolution industrielle.
Bigelow s'inscrit largement dans le sillage du « millénarisme technologique » qui anime avec ferveur l'enthousiasme scientifique et technique des nations occidentales (pour l'historien David Noble, il faut remonter au moine bénédictin Érigène promoteur d'un salut grâce aux « arts mécaniques »). Millénarisme séculier qui renvoie plus ou moins à l'idée d'un paradis sur terre qui s'incarne désormais dans le progrès technique (idée dont la diffusion est largement redevable aux philosophies progressistes de l'histoire européenne qui émergent au siècle des Lumières). L'une des influences majeures de cette téléologie du progrès technique fut sans aucun doute Francis Bacon : le chancelier d'Angleterre qui a initié la philosophie expérimentale, philosophie inductive qui marque une rupture fondamentale avec les approches scolastiques médiévales de la science (pour qui la nature s'appréhende par le prisme des dogmes de l'Église : la méthode « aprioriste »). Bacon était un fervent millénariste profondément imprégné de la rationalité puritaine (il restera anglican : fonctions obligent…).

## Critique du mot
Déjà auteur de deux essais volumineux sur la technique, La Technique ou l'Enjeu du siècle (1954) et Le Système technicien (1977), Jacques Ellul publie en 1988 un autre ouvrage , intitulé Le Bluff technologique. Il y dénonce « l’usage abusif » du mot, qui « imit(e) servilement l’usage américain qui est sans fondement. Le mot « technologie », quel qu’en soit l’emploi moderne des médias, veut dire « discours sur la technique ». Faire une étude sur une technique, faire de la philosophie de la technique ou une sociologie de la technique, donner un enseignement d’ordre technique... voilà la technologie ! » (Le Robert dit effectivement technologie : « étude des techniques »).
Jacques Ellul réserve l’emploi du mot « technologie » au discours (logos) sur la technique (tekné) et refuse de céder à ce qu’il tient pour une « mode langagière » pouvant prêter à confusion.
C’est sur la base de cet argument qu’en 2012 en France une association d’inspiration ellulienne se donne pour nom « Technologos » et pour devise « penser la technique aujourd’hui ».
Selon l'historien François Jarrige, le mot « technologie », comme « technique » et « technoscience » recouvre une grande part d’ambivalence et de flou, et il n’existe pas de définition universelle acceptée par tous.
Dans l'encyclique Laudato si' sur la sauvegarde de la maison commune, le pape François utilise à de nombreuses reprises le mot « technologie », dans le sens d'ensemble des outils et des matériels utilisés dans l'économie mondialisée, pour en souligner les risques afférents pour la maison commune et l'humanité : « la critique du nouveau paradigme et des formes de pouvoir qui dérivent de la technologie » (§ 16), « La technologie, liée aux secteurs financiers, qui prétend être l’unique solution aux problèmes, de fait, est ordinairement incapable de voir le mystère des multiples relations qui existent entre les choses, et par conséquent, résout parfois un problème en en créant un autre (§ 20), « La soumission de la politique à la technologie et aux finances se révèle dans l’échec des Sommets mondiaux sur l’environnement » (§ 54), etc.,.

## Histoire

### Paléolithique
Les premiers représentants du genre Homo sont le résultat d'une évolution à partir d'hominidés qui étaient déjà bipèdes, avec une masse cérébrale d'approximativement un tiers de celle de l'homme moderne. Les outils ont relativement peu évolué durant la plus grande partie de l'histoire humaine. Cependant, il y a environ 50 000 ans un ensemble complexe de comportements et d'utilisations d'outils a émergé. Certains archéologues y voient un lien avec l'émergence du langage structuré.
Les ancêtres des hommes modernes ont utilisé des outils en pierre bien avant l'émergence d'Homo sapiens il y a 200 000 ans. Les plus anciens outils de pierre connus, regroupés sous le nom de Pré-Oldowayen ou d'Oldowayen, datent d'il y a 2,3 millions d'années. Des traces interprétées par leurs inventeurs comme des traces d'utilisation d'outils ont été observées sur des ossements découverts en Éthiopie dans la Vallée du Grand Rift. Elles datent d'il y a 2,5 millions d'années voire de 3,4 millions d'années,. Ces premières utilisations de la pierre marquent le début du Paléolithique, qui s'achève avec le développement de l'agriculture il y a environ 12 000 ans.
Pour fabriquer les plus simples outils en pierre, un bloc de roche dure aux propriétés mécaniques particulières, comme le silex, devait être frappé avec un percuteur également en pierre de façon à en détacher un éclat. Cette action produit un bord tranchant à la fois sur le bloc taillé et sur l'éclat qui en a été détaché, tous deux pouvant être utilisés comme outils. Les formes les plus simples sont le galet taillé et l'éclat, qui peut être transformé en racloir. Avec ces outils, les premiers humains, chasseurs-cueilleurs, ont pu exécuter différentes tâches, dont la découpe de la viande, la fracture des os pour accéder à la moelle osseuse, la coupe du bois, l'ouverture des noix, le dépouillement des carcasses animales pour récupérer la peau, et, par la suite, la fabrication d'autres outils avec des matériaux plus tendres comme l'os et le bois. Les premiers outils en pierre sont relativement peu élaborés techniquement mais impliquent la maîtrise d'un nombre important de paramètres (choix de la matière première, choix du percuteur, intensité du coup, angle de percussion, etc.) hors de portée de tout espèce animale à l'exception de l'homme. À l'Acheuléen, il y a 1,65 million d'années, de nouvelles méthodes de taille de la pierre apparaissent (façonnage), se traduisant par la production d'outils plus complexes comme le biface ou le hachereau. Il y a 300 000 ans, le Paléolithique moyen est caractérisé par la généralisation du débitage Levallois, permettant la production de séries d'éclats de forme prédéterminée aux dépens d'un même nucléus. Au Paléolithique supérieur, il y a environ 35 000 ans, le débitage de lames se généralise et permet la production de nouveaux outils (burin, grattoirs, etc.). La technique de la retouche par pression (attestée dès le Middle Stone Age en Afrique du Sud) est utilisée pour retoucher certaines pointes de projectiles telles que les feuilles de laurier ou les pointes à cran.
La découverte et l'exploitation du feu est un tournant de l'évolution technologique du genre humain. La date exacte de sa découverte est inconnue. La présence d'os d'animaux brûlés dans la région du Cradle of Humankind, à une cinquantaine de kilomètres à l'ouest de Johannesburg, suggère que la domestication du feu est apparue plus d'un million d'années avant le présent. La communauté scientifique est quasi unanime pour considérer que Homo erectus a contrôlé le feu aux alentours de 500 000 à 400 000 avant le présent,. Le feu, alimenté avec du bois, mais également avec du charbon, permettait aux premiers hommes de cuire leur nourriture et d'en améliorer la digestibilité, la durée de conservation et la valeur nutritive en diversifiant la variété des préparations possibles.

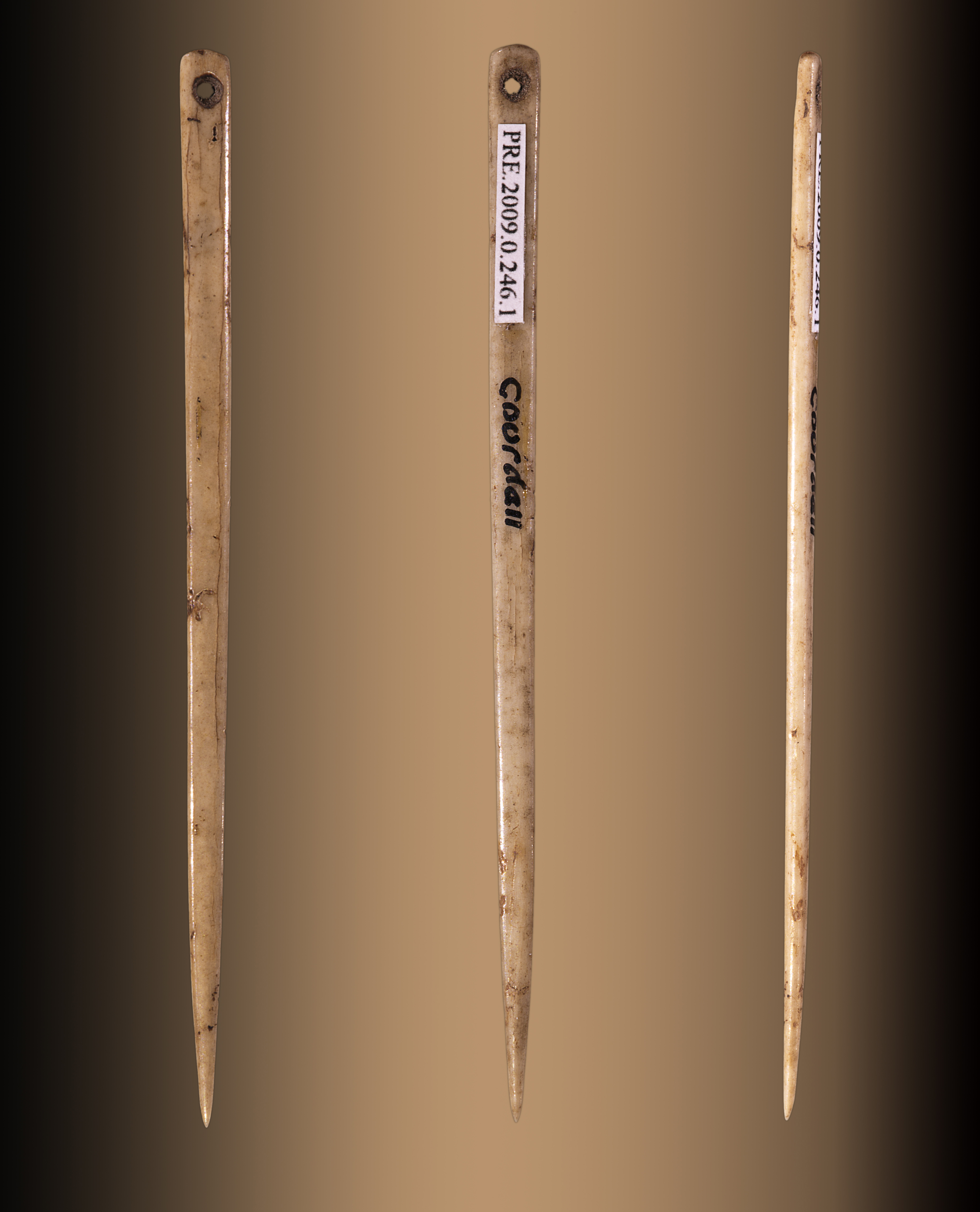
Aiguille en os magdalénienne, Muséum de Toulouse.

D'autres avancées technologiques ont été faites pendant le Paléolithique, ère où sont apparus le vêtement et l'habitation. L'adoption respectivement de ces deux pratiques ne peuvent être exactement datées, mais elles ont l'une et l'autre une position clé dans l'histoire du progrès de l'humanité. Les vêtements, adaptés de la fourrure et des peaux des animaux chassés, aidaient les êtres humains à évoluer plus indifféremment dans des régions plus froides.

### Du Néolithique à l'Antiquité classique

Hache polie du Néolithique, à Niort, Muséum de Toulouse.

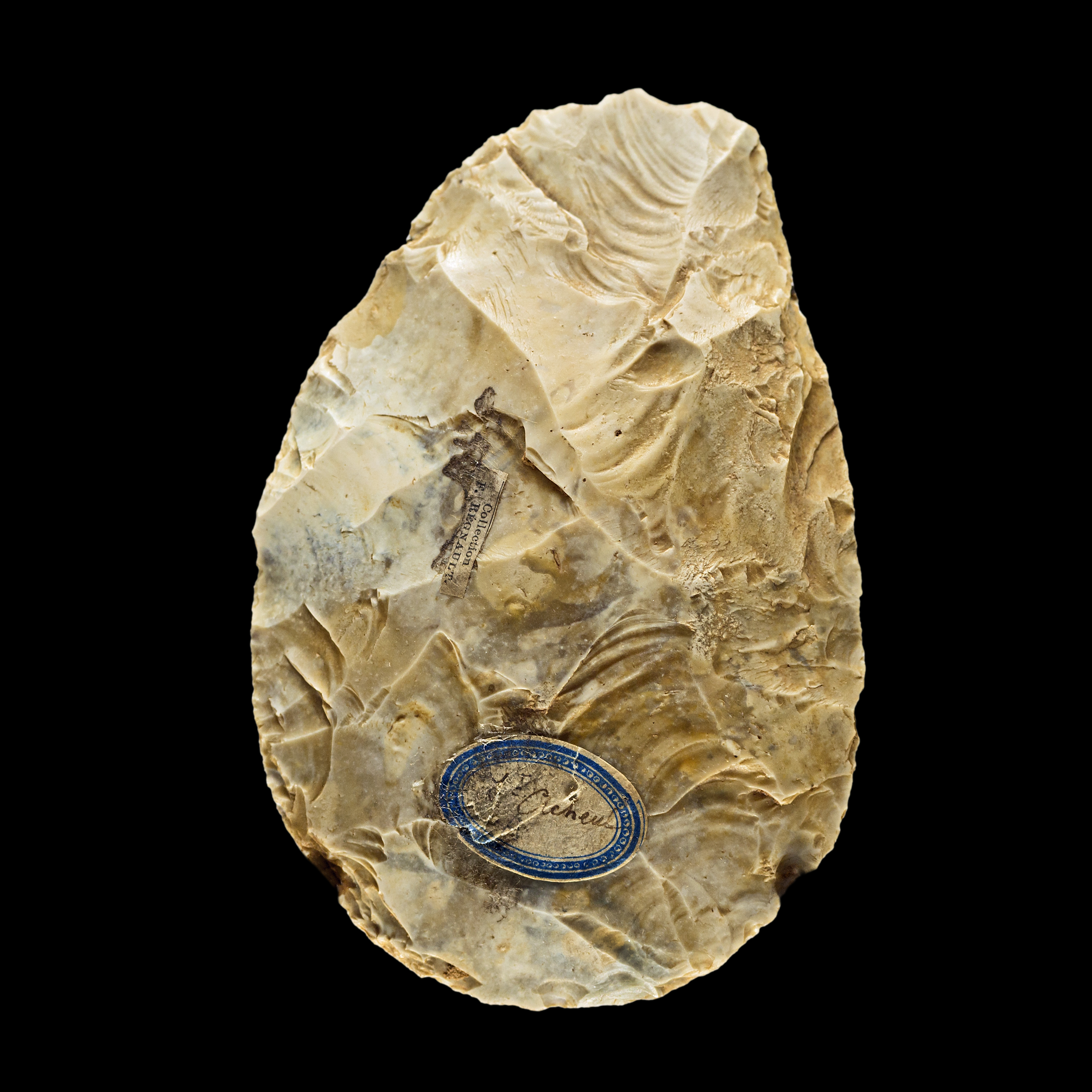
Biface de Saint-Acheul obtenu par façonnage, collection Félix Régnault, Muséum de Toulouse.

L'ascension technologique de l'Homme s'est accélérée lors de la période néolithique (« Nouvel âge de pierre »). L'invention de la hache en pierre polie fut une avancée considérable car elle a permis le défrichement à grande échelle des forêts ouvrant la route future à la création de fermes. La découverte de l'agriculture a permis l'alimentation d'une plus grande population, mais aussi la transition vers un mode de vie sédentaire qui augmenta le nombre d'enfants qui pouvaient être simultanément élevés, vu que les jeunes enfants n'avaient plus besoin d'être transportés comme c'était le cas avec un style de vie nomade. En outre, les enfants pouvaient contribuer aux tâches agricoles de manière plus constante que dans un mode de vie chasseur-cueilleur,.
L'augmentation de la population et de la force de travail disponible ont autorisé un accroissement de la spécialisation des tâches. Cependant, il reste à clarifier pourquoi et comment des villages néolithiques ont évolué vers les premières villes, comme Uruk, et vers les premières grandes civilisations comme Sumer. On pense cependant que l'émergence de structures sociales de plus en plus hiérarchiques, la spécialisation des tâches, le commerce et la guerre entre cultures adjacentes, et le besoin d'action collective pour surmonter les défis environnementaux, tels que la construction de digues et de réservoirs, ont tous joué un rôle dans cette évolution.
Une progression continuelle et qui amènera ultérieurement par exemple, au fourneau, et à sa ventilation, a fourni la capacité à fondre et à forger, d'abord les métaux les plus accessibles (ceux qui sont présents dans la nature sous une forme relativement pure). Les premiers métaux ainsi travaillés étaient l'or, le cuivre, l'argent et le plomb. Certains avantages des outils en cuivre sur ceux en pierre, en os, ou en bois sont apparus rapidement et les outils en cuivre ont probablement été utilisés pour la première fois vers le début du Néolithique (environ 8000 av. J.-C.). Le cuivre ne se trouve pas naturellement en grande quantité mais il se trouve assez communément dans le minerai de cuivre et on le transforme assez facilement quand on le brûle à l'aide du feu alimenté au bois et au charbon. À la longue, le travail du métal finira par conduire à la découverte des alliages tels que le bronze et le laiton (vers 4000 av. J.-C.). Les premières utilisations d'alliage de fer tel que l'acier datent d'il y a environ 1 400 ans av. J.-C.

### Époque contemporaine

#### Fossé de genre dans l'enseignement de la technologie
Malgré des améliorations importantes ces dernières décennies, l'enseignement de la technologie n’est pas universellement disponible et les inégalités entre les genres persistent, notamment en raison du fossé entre les sexes dans l’accès, la confiance et l’utilisation de la technologie. Dans l’enseignement supérieur, les femmes ne représentent que 35 % de tous les étudiants inscrits dans des domaines d’études liés aux STIM. Les femmes quittent les disciplines des STIM de façon disproportionnée durant leurs études supérieures, dans leur transition vers le marché du travail et même durant le cycle de leur carrière.
Des études ont constaté que dans le deuxième cycle du secondaire, les garçons avaient des objectifs de carrière dans le domaine des technologies plus ambitieux que les filles. Une recherche menée parmi des adolescents dans des pays d’Amérique du Nord et d’Europe a constaté que les garçons sont dans une certaine mesure plus enclins que les filles à valoriser les mathématiques, les sciences physiques, les ordinateurs et la technologie. Il a aussi été constaté que les possibilités d’interagir avec la technologie ont un effet sur l’intérêt porté aux sciences par les garçons comme par les filles.

## Sens originel

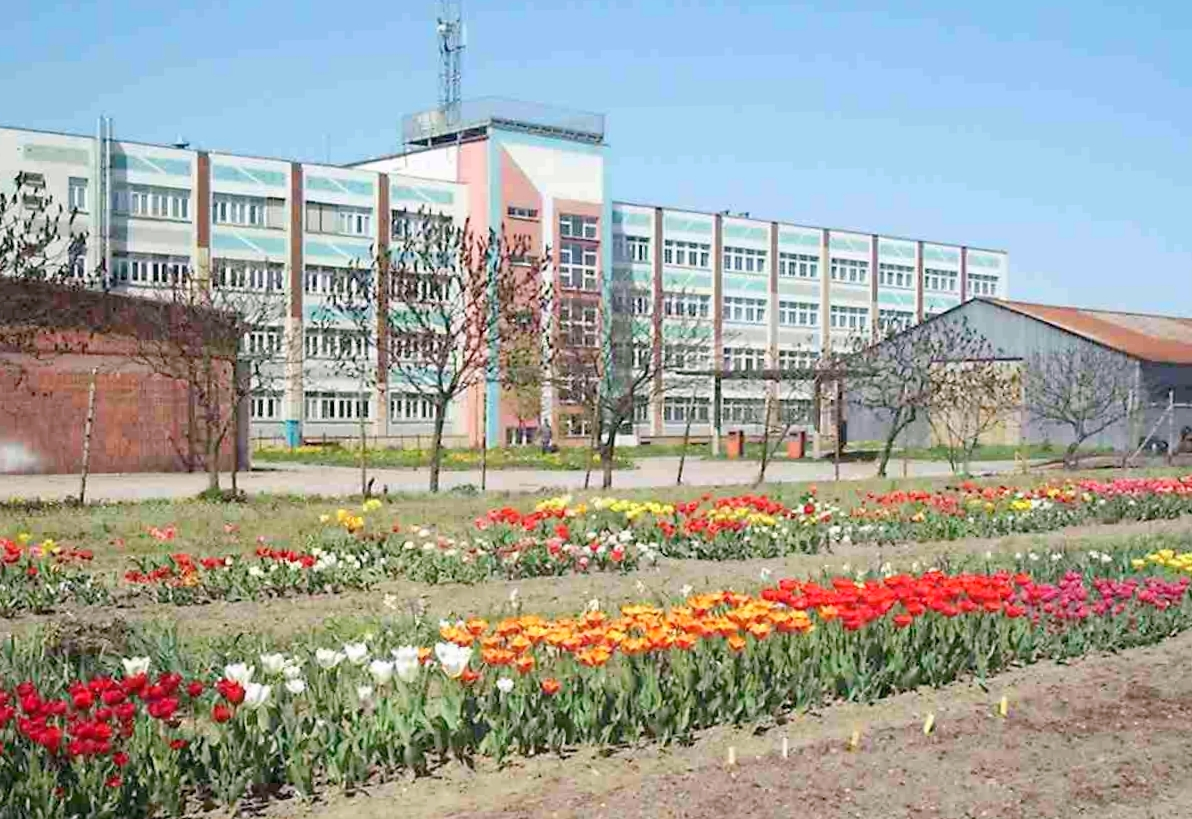
Département de l'environnement et de l'Agriculture, Université de technologie de Poméranie occidentale à Szczecin, Pologne

L'une des différences majeures entre les sciences de la nature et la technologie est que l'objet d'étude des premières, la nature, est relativement immuable alors que l'objet de la seconde, les techniques, est en perpétuelle expansion. L'invention et l'amélioration sont en effet des éléments exclusifs aux techniques, la nature, sujet d'études des sciences naturelles, ne pouvant pas, par définition, être modifiée ou inventée par l'homme sans perdre son caractère intrinsèque.

## Sens dérivés
L'amélioration ou l'invention de techniques ne fait, de manière stricte, pas partie de l'objet de la technologie mais de celui de la recherche technique.
Certaines expressions sont néanmoins apparues dans l'usage, telles que :
- saut technologique, lorsque la conception des produits techniques subit des évolutions majeures ;
- transfert de technologie ;
- nouvelles technologies.

## Autres espèces animales

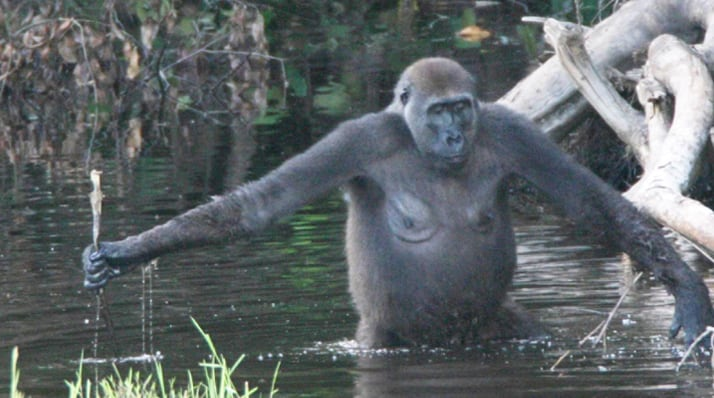
Ce gorille adulte utilise une branche comme canne pour évaluer la profondeur de l'eau.

L'utilisation de proto-technologie est également une caractéristique de certaines espèces animales non humaines.
L'usage d'outils était autrefois considéré comme une caractéristique définissant le genre Homo. Cette vision a été remplacée après la découverte de preuves d'utilisation d'outils parmi les chimpanzés et d'autres primates, les dauphins, et les corbeaux,. Par exemple, les chercheurs ont observé des chimpanzés sauvages utilisant des outils de base pour la recherche de nourriture, des pilons, des leviers, utilisant des feuilles comme éponges, et de l'écorce ou des lianes comme sondes pour attraper des termites. Les chimpanzés de l'Afrique de l'Ouest utilisent des marteaux et des enclumes en pierre pour casser des noix,, tout comme les sapajous de Boa Vista, au Brésil.
L'utilisation d'outils n'est pas la seule forme d'utilisation de la technologie animale ; par exemple, les barrage de castors, construits avec des branches ou de grosses pierres, sont une technologie ayant un impact déterminant sur les habitats fluviaux et les écosystèmes.

## Citation
« La technique procure ce qu’il faut. La technologie procure ce dont on ignore avoir besoin. » Sylvain Tesson, Blanc, éditions Gallimard, 2022